# کیم سو-یئونگ
کیم سو-یئونگ (انگلیسی: Kim So-young) یک تکواندوکار اهل کره جنوبی است.
وی در مسابقات قهرمانی تکواندو جهان ۱۹۸۷ در بارسلونا یک مدال طلا در کلاس سبک‌وزن (پروزن) بدست آورد. همچنین در مسابقات قهرمانی تکواندو جهان ۱۹۸۹ در سئول نیز صاحب یک مدال طلا در پروزن شد. کیم در مسابقات تکواندوی قهرمانی آسیا در سال ۱۹۸۸ در کاتماندو هم مدال طلا گرفت.